# Cadillac Seville
Cadillac Seville – samochód osobowy klasy wyższej produkowany pod amerykańską marką Cadillac w latach 1975–2004.

## Pierwsza generacja

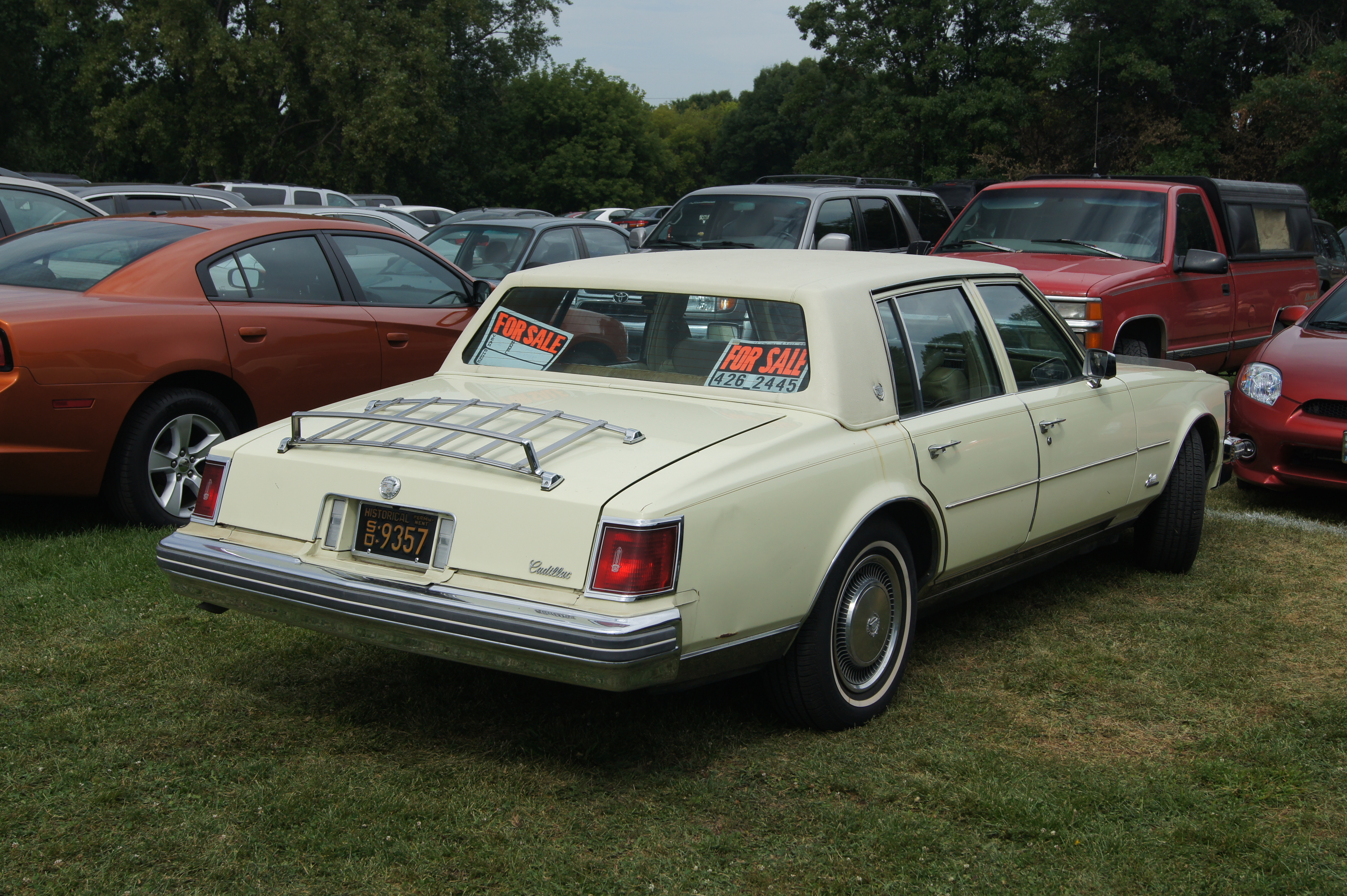
Cadillac Seville I – tył

Cadillac Seville I został zaprezentowany po raz pierwszy w 1975 roku.
Model Seville poszerzył ofertę Cadillaca jako mniejsza i tańsza alternatywa dla topowych, najdroższych modeli w ofercie producenta. Samochód został skonstruowany w oparciu o platformę K-body, wyróżniając się typowymi rozwiązaniami stylistycznymi dla modeli producenta z tego okresu.
Z przodu pierwsza generacja Seville wyróżniała się masywną, kanciastą atrapą chłodnicy połączoną z prostokątnymi reflektorami zachodzącymi na błotniki. Tylną część nadwozia zdobił podłużny, łagodnie opadający ku dołowi bagażnik z umieszczonymi na krawędziach lampami.

### Dane techniczne
| Wersja                | Silnik:                  | Układ zasilania:   | Średnica × skok tłoka: | St. sprężania:     | Moc maksymalna:                    | Maks. moment obrotowy      | 0–100 km/h:        | V-max:             |
| Silniki benzynowe:    | Silniki benzynowe:       | Silniki benzynowe: | Silniki benzynowe:     | Silniki benzynowe: | Silniki benzynowe:                 | Silniki benzynowe:         | Silniki benzynowe: | Silniki benzynowe: |
| --------------------- | ------------------------ | ------------------ | ---------------------- | ------------------ | ---------------------------------- | -------------------------- | ------------------ | ------------------ |
| V8 5.7                | V8 5,7 l (5733 cm³), OHV | wtrysk Bendix      | 103,00 mm × 86,00 mm   | 8,0:1              | 183 KM (134 kW) przy 4400 obr./min | 373 N•m przy 2000 obr./min | b/d                | 185 km/h           |
| Silniki wysokoprężne: |                          |                    |                        |                    |                                    |                            |                    |                    |
| V8 5.7 D              | V8 5,7 l (5733 cm³), OHV | wtrysk             | 103,00 mm × 86,00 mm   | 22,5:1             | 127 KM (93 kW) przy 3600 obr./min  | 304 N•m przy 1600 obr./min | b/d                | 155 km/h           |

## Druga generacja

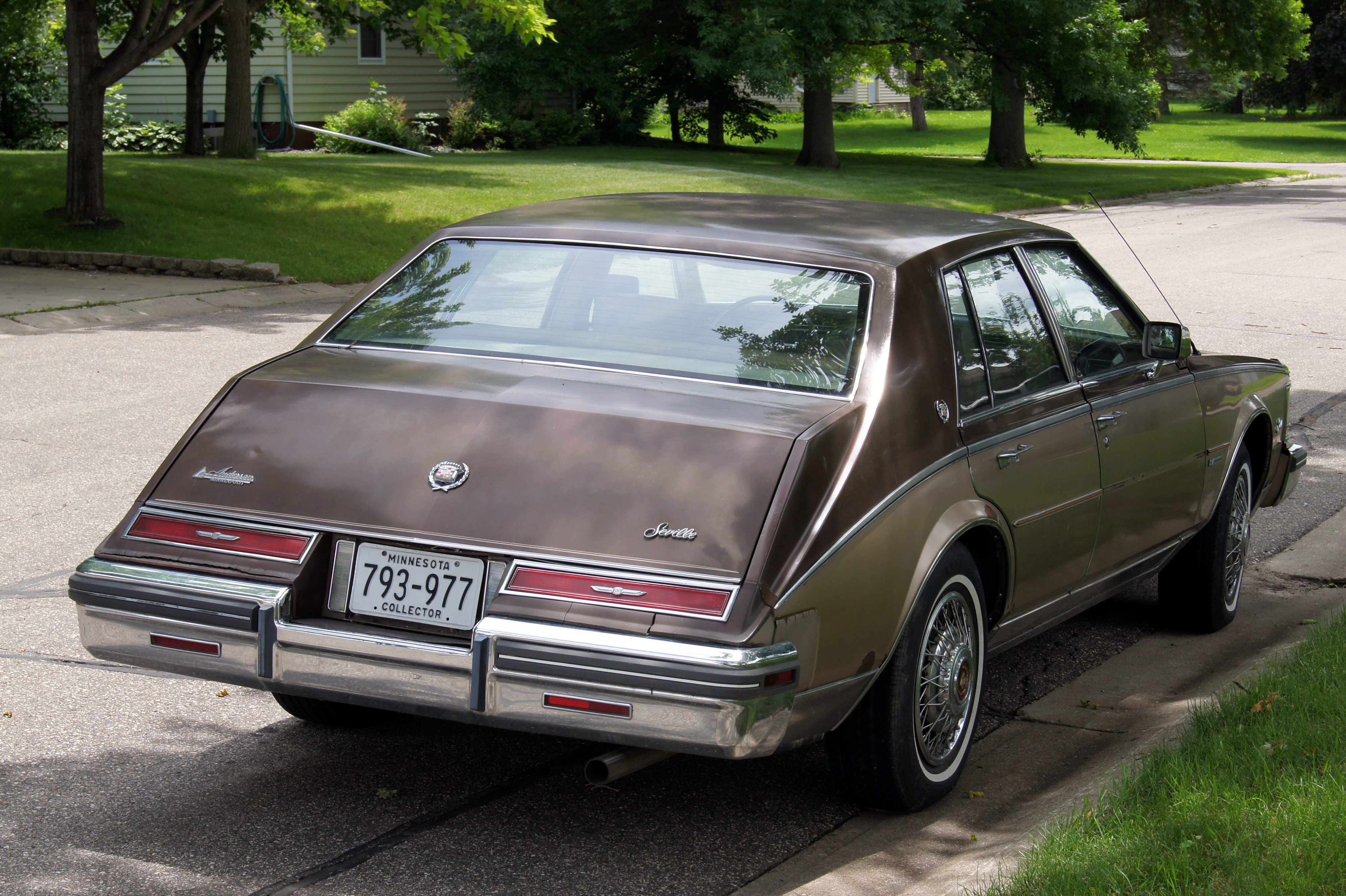
Cadillac Seville II – tył

Cadillac Seville II został zaprezentowany po raz pierwszy w 1979 roku. Był to pożegnalny projekt odchodzącego na emeryturę Billa Mitchella.
Druga generacja modelu Seville została zbudowana na nowej platformie K-body, opartej na platformie E-Body. Tym razem zastosowano napęd na przednią oś z silnikiem ustawionym wzdłużnie. Nowością w tym modelu było niezależne zawieszenie tylne (z pneumatyczną automatyczną regulacją wysokości). Samochód przeszedł obszerny zakres modyfikacji, zyskując charakterystyczną sylwetkę nadwozia ze ściętą bryłą bagażnika, wzorowaną na Rolls-Royce Empress Line, która zyskała wypukłą klapę i nisko umieszczone, prostokątne lampy w podłużnej formie.
Pas przedni przeszedł z kolei ewolucyjny zakres zmian, zyskując ponownie dużą, wyraźnie zarysowaną kanciastą atrapę chłodnicy, a także duże prostokątne reflektory zachodzące na błotniki.
Przez cały okres produkcji silnik V8 Oldsmobile LF9 diesel pozostawał standardowym silnikiem. 
W 1980 roku był dostępny także silnik V8 Cadillac L61, który był wyposażony w nowoczesny elektroniczny jednopunktowy (w przepustnicy) wtrysk paliwa. Pracą silnika sterował komputer, który poprzez panel klimatyzacji mógł wyświetlać ewentualne kody błędów silnika i innych podzespołów (diagnostyka). Silnik miał elektroniczny zapłon HEI (High Energy Ignition), system czujników monitorujących parametry silnika oraz system kontroli emisji spalin w postaci katalizatora. 
W 1981 roku zaprezentowano rewolucyjny silnik V8 Cadillac L62 V-8-6-4, który wyposażono w opcję odłączania cylindrów. Niestety, ówczesne komputery miały zbyt małą moc obliczeniową, by nadążyć za ciągle zmieniającymi się parametrami silnika w trakcie jazdy, w związku z czym system działał z dużymi opóźnieniami oraz był niestabilny. System ten był często w łatwy sposób wyłączany na stałe przez dealerów. Po takim zabiegu silnik pracował bezproblemowo, jak poprzedni L61. 
By móc spełnić zaostrzające się wymagania CAFE, wprowadzono w 1982 roku niedopracowany silnik V8 LT8 HT 4100, który sprawiał problemy z uszczelkami pod głowicą, głównie ze względu na połączenie aluminiowego bloku oraz żeliwnych głowic oraz śrub głowic. Mimo słabej renomy, do końca produkcji oferowano ciągle modernizowany silnik HT 4100.
Produkowano także odmianę Elegante, która oferowała rozszerzone wyposażenie oraz dwu-odcieniowy lakier. Wnętrze było wykonane z gładkiej skóry naturalnej dostępnej w różnych kolorach. Przednie fotele rozstały rozdzielone inną konsolą, w której znajdowały się dwa schowki i podłokietnik.
Samochód oferował bardzo bogate wyposażenie w standardzie takie jak: automatyczna klimatyzacja z cyfrowym panelem, elektrycznie regulowane fotele przednie, elektrycznie regulowane lusterka, elektryczne szyby, podgrzewana tylna szyba, wspomaganie kierownicy, zamek centralny, miękkie domykanie pokrywy bagażnika oraz jej zdalne elektryczne otwieranie (z wnętrza kabiny), podświetlane zamki w drzwiach, tempomat, dwupłaszczyznową regulację kierownicy, czujnik zmierzchu.
W późniejszych latach (po 1981 roku) pojawiły się także opcje takie jak: automatyczne światła drogowe, fotochromatyczne lusterko wsteczne, fotel kierowcy z 2-pozycjową pamięcią ustawień, urządzenie wskazujące zasięg na pozostałym paliwie oraz średnie i aktualne spalanie oraz cyfrowy licznik.

### Dane techniczne
| Wersja                         | Silnik:                  | Układ zasilania:         | Średnica × skok tłoka: | St. sprężania:     | Moc maksymalna:                    | Maks. moment obrotowy      | 0–100 km/h:        | V-max:             |
| Silniki benzynowe:             | Silniki benzynowe:       | Silniki benzynowe:       | Silniki benzynowe:     | Silniki benzynowe: | Silniki benzynowe:                 | Silniki benzynowe:         | Silniki benzynowe: | Silniki benzynowe: |
| ------------------------------ | ------------------------ | ------------------------ | ---------------------- | ------------------ | ---------------------------------- | -------------------------- | ------------------ | ------------------ |
| V8 Cadillac L61 6,0 l          | V8 6,0 l (6036 cm³), OHV | wtrysk pośredni DEFI TBI | 96,52 mm × 103,12 mm   | 8,2:1              | 147 KM (108 kW) przy 3600 obr./min | 366 N•m przy 2000 obr./min | b/d                | b/d                |
| V8 Cadillac L62 V-8-6-4 6,0 l  | V8 6,0 l (6036 cm³), OHV | wtrysk pośredni DEFI TBI | 96,52 mm × 103,12 mm   | 8,2:1              | 147 KM (108 kW) przy 3600 obr./min | 366 N•m przy 2000 obr./min | b/d                | b/d                |
| V8 Oldsmobile 350 L49 5,7 l    | V8 5,7 l (5733 cm³), OHV | wtrysk pośredni Bendix   | 103,00 mm x 86,0 mm    | 8,0:1              | 180 KM (130 kW) przy 3600 obr./min | 373 N•m przy 2000 obr./min | b/d                | b/d                |
| V8 LT8 HT 4100 4,1 l           | V8 4,1 l (4087 cm³), OHV | wtrysk pośredni DEFI TBI | 88,00 mm x 84,00 mm    | 9,5:1              | 135 KM (101 kW) przy 4400 obr./min | 258 N•m przy 2000 obr./min | b/d                | b/d                |
| V6 Buick LC4 4,1 l             | V6 4,1 l (4126 cm³), OHV | gaźnik 4-gardzielowy     | 100,7 mm x 86,4 mm     | 8,0:1              | 125 KM (93 kW) przy 4000 obr./min  | 278 N•m przy 2000 obr./min | b/d                | b/d                |
| Silniki wysokoprężne:          |                          |                          |                        |                    |                                    |                            |                    |                    |
| V8 Oldsmobile LF9 diesel 5,7 l | V8 5,7 l (5737 cm³), OHV | wtrysk                   | 103,00 mm × 85,98 mm   | 22,5:1             | 106 KM (78 kW) przy 3200 obr./min  | 278 N•m przy 1600 obr./min | b/d                | b/d                |

## Trzecia generacja

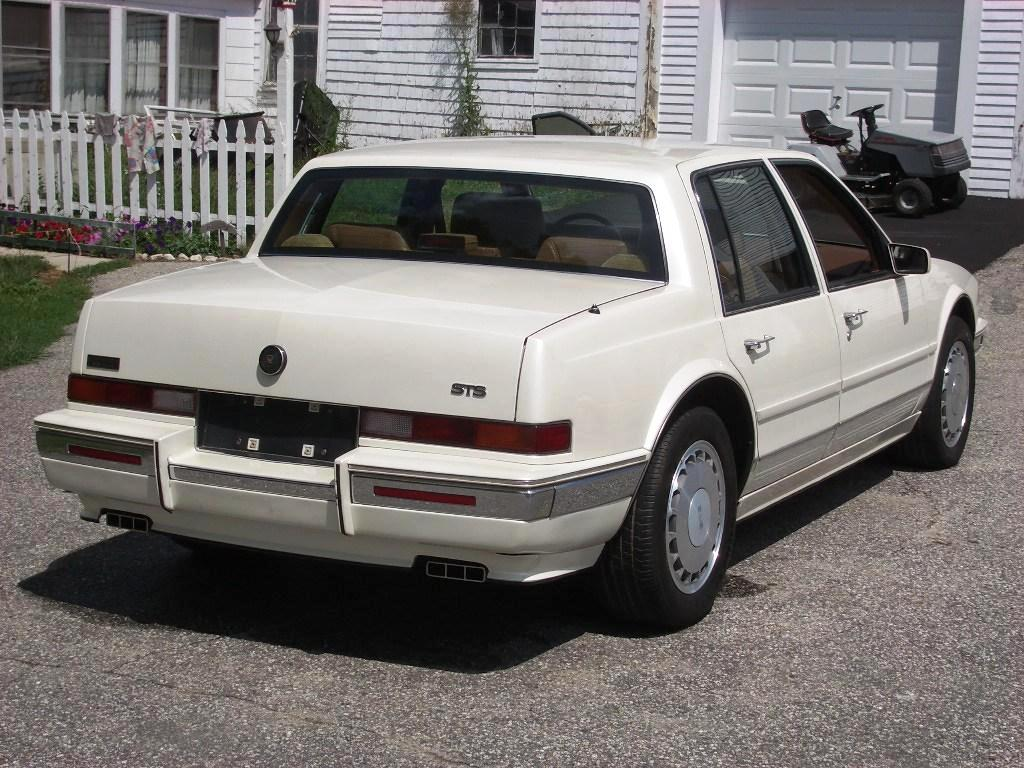
Cadillac Seville III – tył

Cadillac Seville III został zaprezentowany po raz pierwszy w 1985 roku.
Trzecia generacja linii modelowej Seville przeszła obszerny zakres zmian w stosunku do poprzednika. Nadwozie zyskało charakterystyczne proporcje z tylną szybą poprowadzoną pod kątem prostym względem kanciasto zarysowanej bryły bagażnika. Krawędzie nadwozia stały się z kolei bardziej zaokrąglone.
Pas przedni zdobiły tym razem wąskie, podłużne reflektory oraz duża, chromowana atrapa chłodnicy. Charakterystycznym elementem w tylnej części nadwozia ponownie stały się z kolei podłużne lampy w kształcie pasów.

### Dane techniczne
| Lata montażu | Silnik          | Moc maksymalna  |
| ------------ | --------------- | --------------- |
| 1986–1987    | V8 4,1 l        | 132 KM (97 kW)  |
| 1988–1989    | V8 4,5 l diesel | 157 KM (116 kW) |
| 1990         | V6 4,5 l        | 183 KM (134 kW) |
| 1991         | V8 4,9 l        | 203 KM (149 kW) |

## Czwarta generacja

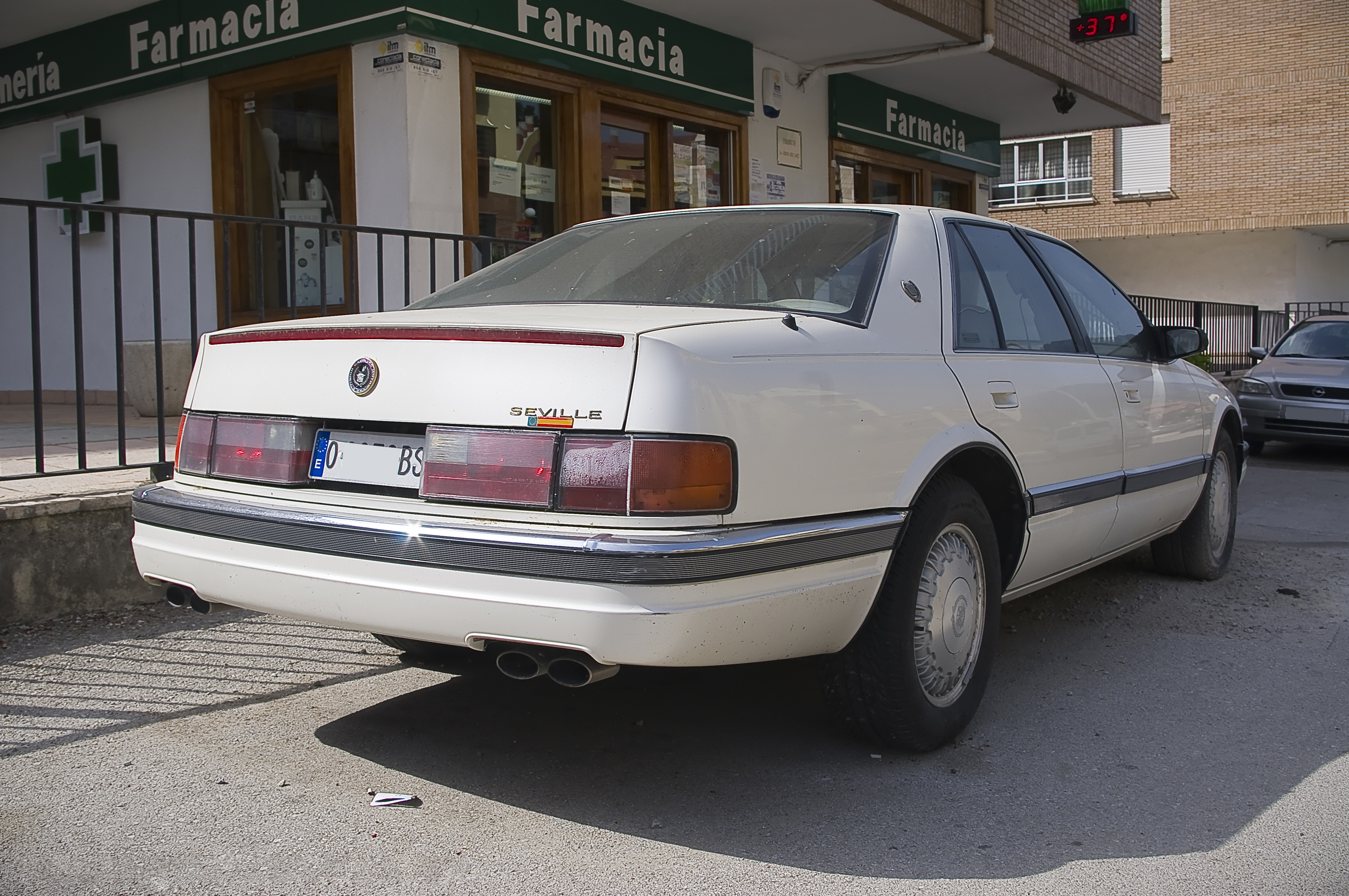
Cadillac Seville IV – tył

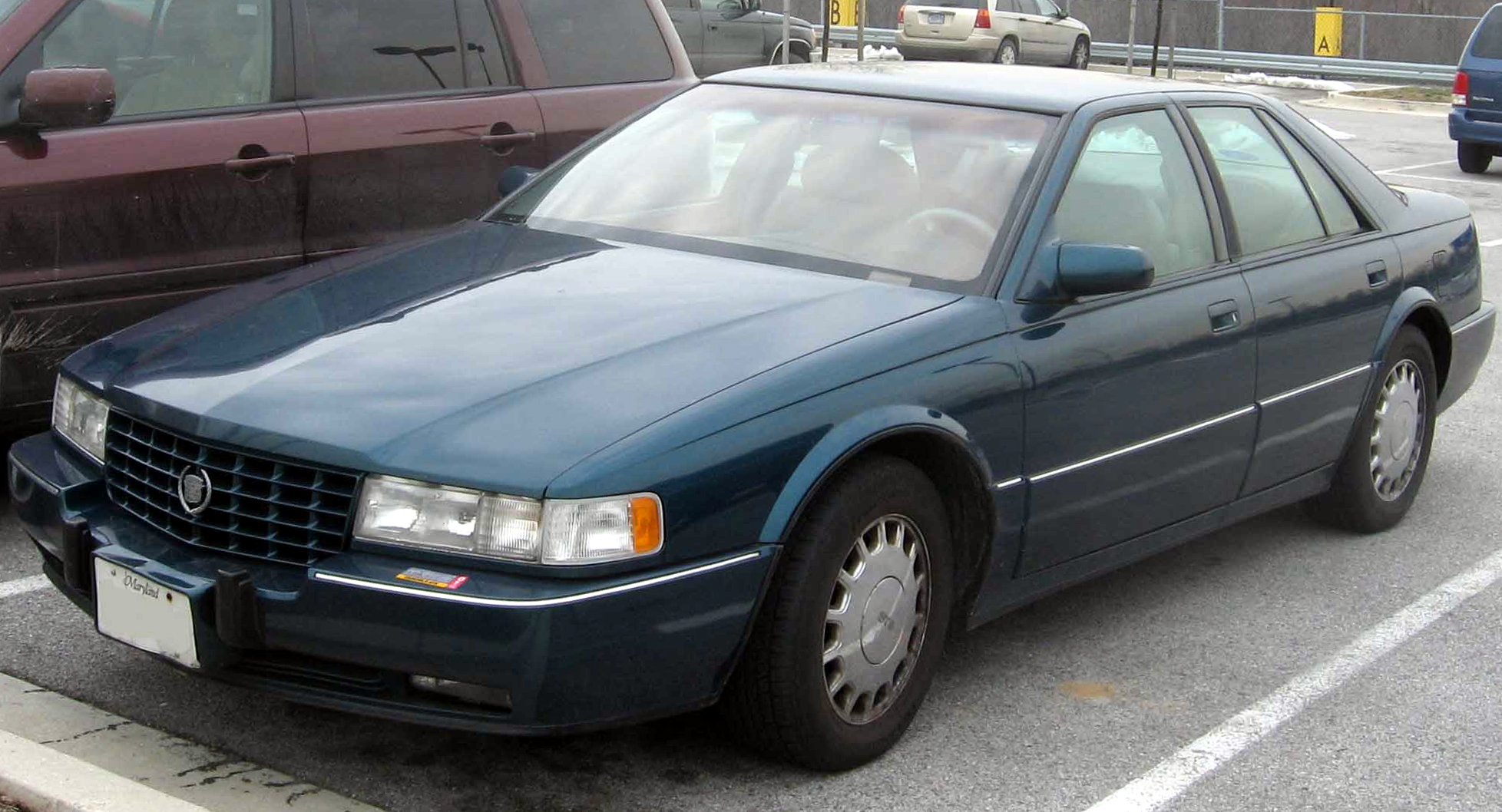
Cadillac Seville IV po liftingu

Cadillac Seville IV został zaprezentowany po raz pierwszy w 1991 roku.
Czwarta generacja Seville przyniosła obszerne modyfikacje w wyglądzie, przynosząc zupełnie nową bryłę nadwozia i nowy kierunek stylistyczny Cadillaka.
Nadwozie zyskało bardziej zaokrąglone i obłe proporcje, z dużymi reflektorami dominującymi pas przedni. Tylną, równie okrąglejszą część nadwozia zdobił z kolei bagażnik zwieńczony podłużnym pasem lamp biegnącym przez całą szerokość nadwozia.

### Lifting
W 1995 roku Cadillac Seville czwartej generacji przeszedł obszerną modernizację, w ramach której zmienił się wygląd zderzaków, a także pojawiła się atrapa chłodnicy z logo producenta umieszczonym na niej.

### Dane techniczne
| Wersja             | Silnik:                   | Układ zasilania:   | Średnica × skok tłoka: | St. sprężania:     | Moc maksymalna:                    | Maks. moment obrotowy      | 0–100 km/h:        | V-max:             |
| Silniki benzynowe: | Silniki benzynowe:        | Silniki benzynowe: | Silniki benzynowe:     | Silniki benzynowe: | Silniki benzynowe:                 | Silniki benzynowe:         | Silniki benzynowe: | Silniki benzynowe: |
| ------------------ | ------------------------- | ------------------ | ---------------------- | ------------------ | ---------------------------------- | -------------------------- | ------------------ | ------------------ |
| V8 4.6             | V8 4,6 l (4565 cm³), DOHC | wtrysk             | 93,00 mm × 84,00 mm    | 10,3:1             | 299 KM (220 kW) przy 5600 obr./min | 393 N•m przy 4400 obr./min | 7,5 s              | 241 km/h           |
| V8 4.9             | V8 4,9 l (4894 cm³), OHV  | wtrysk             | 92,00 mm × 92,00 mm    | 9,5:1              | 203 KM (149 kW) przy 4100 obr./min | 373 N•m przy 3000 obr./min | 8,1 s              | 193 km/h           |

## Piąta generacja

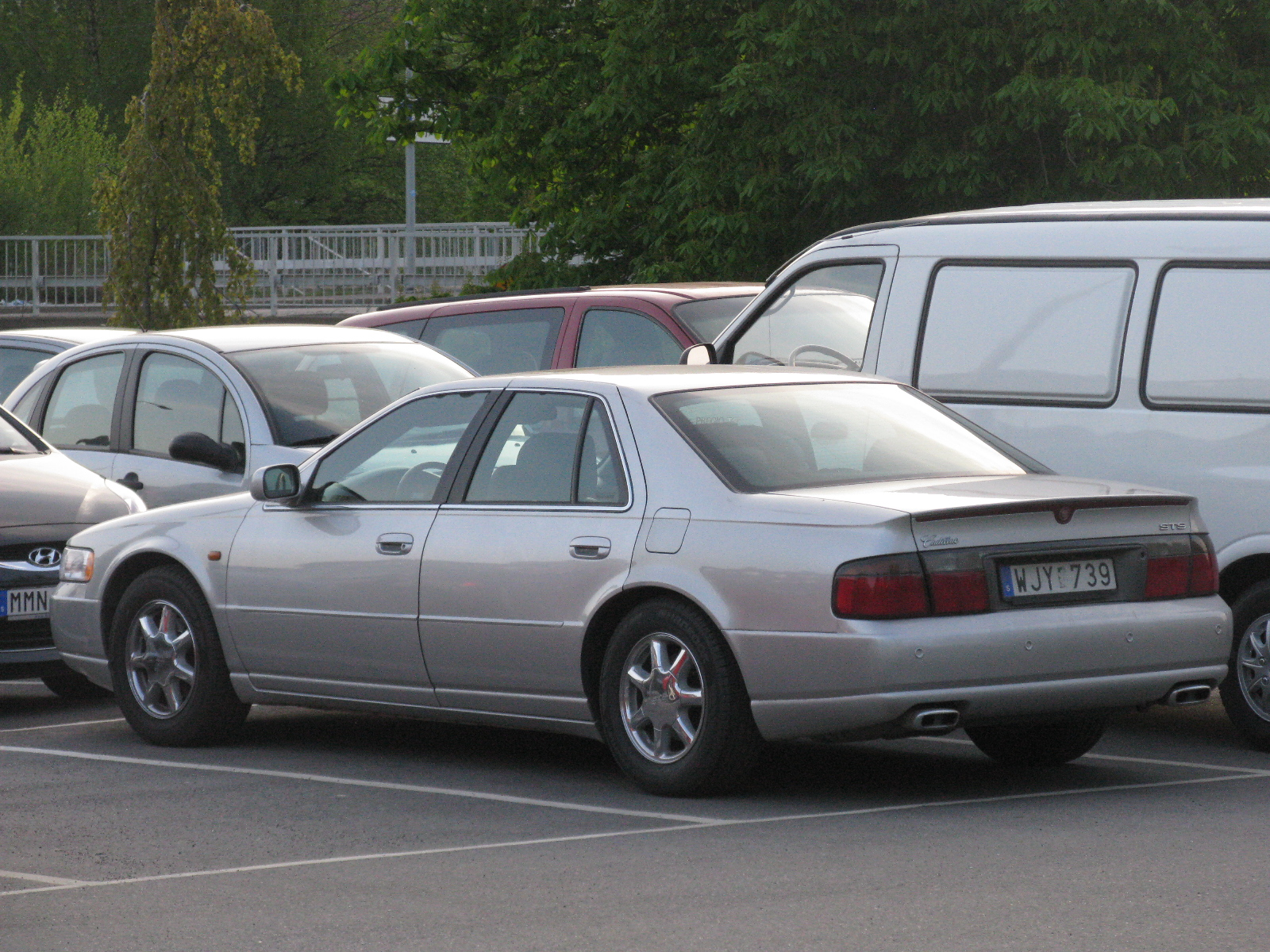
Cadillac Seville V – tył

Cadillac Seville V został zaprezentowany po raz pierwszy w 1997 roku.
Piąta i zarazem ostatnia generacja modelu Seville przeszła ewolucyjny zakres zmian w stosunku do poprzednika, rozwijając jego koncepcję stylistyczną.
Z przodu pojawiły się większe, bardziej podłużne reflektory, pas tylny ponownie zdobił podłużny pas lamp biegnący przez całą szerokość nadwozia. Bryła ponownie zyskała zaokrąglony i obły kształt.

### Dane techniczne
| Wersja             | Silnik:                   | Układ zasilania:   | Średnica × skok tłoka: | St. sprężania:     | Moc maksymalna:                    | Maks. moment obrotowy      | 0–100 km/h:        | V-max:             |
| Silniki benzynowe: | Silniki benzynowe:        | Silniki benzynowe: | Silniki benzynowe:     | Silniki benzynowe: | Silniki benzynowe:                 | Silniki benzynowe:         | Silniki benzynowe: | Silniki benzynowe: |
| ------------------ | ------------------------- | ------------------ | ---------------------- | ------------------ | ---------------------------------- | -------------------------- | ------------------ | ------------------ |
| SLS                | V8 4,6 l (4565 cm³), DOHC | wtrysk             | 93,00 mm × 84,00 mm    | 10,0:1             | 279 KM (205 kW) przy 5600 obr./min | 407 N•m przy 4000 obr./min | 7,7 s              | 180 km/h           |
| STS                | V8 4,6 l (4565 cm³), DOHC | wtrysk             | 93,00 mm × 84,00 mm    | 10,0:1             | 304 KM (224 kW) przy 6000 obr./min | 400 N•m przy 4400 obr./min | 6,7 s              | 241 km/h           |